# Jan Luyken
Jan Luyken (Amszterdam, 1649. április 16. – Amszterdam, 1712. április 5.) holland festő, költő és vésnök.

## Élete
Amszterdamban született. Itt tanulta a rézmetszés technikáját apjától, Kaspar Luykentől. Csodagyerekként tartották számon.
Tizenkilenc éves korában házasodott, s számos gyermeke született, köztük a neves metszőművész, Caspar Luyken. Huszonhat éves korában áttért a mennonita felekezetbe; ez moralista költemények megírására késztette.

## Irodalmi művei
- Duytse lier (1671)
- Jezus en de ziel (1678)
- Voncken der liefde Jesu (1687)
- Goddelyke liefdevlammen (1691)
- Spiegel van het menselyk bedryf (1694, Caspar Lykennel)
- Beschouwing der wereld (1708)
- Lof en oordeel van de werken der barmhartigheid (1695)
- De zedelyke en stichtelyke gezangen (1709)
- Lof en oordeel van de werken der barmhertigheid (1709)
- De onwaardige wereld (1710)
- De bykorf des gemoeds (1711)
- Het leerzaam huisraad (1711)

Posztumusz megjelent:
- Des menschen begin, midden en einde (1712)
- Schriftuurlyke geschiedenissen (1712)
- Geestelyke brieven (1714)
- Verzaameling van eenige geestelyke brieven (1741)
- Het overvloeyend herte (1767)

## Galéria

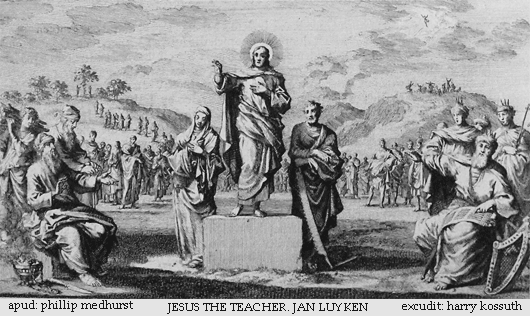
Jézus, a tanító
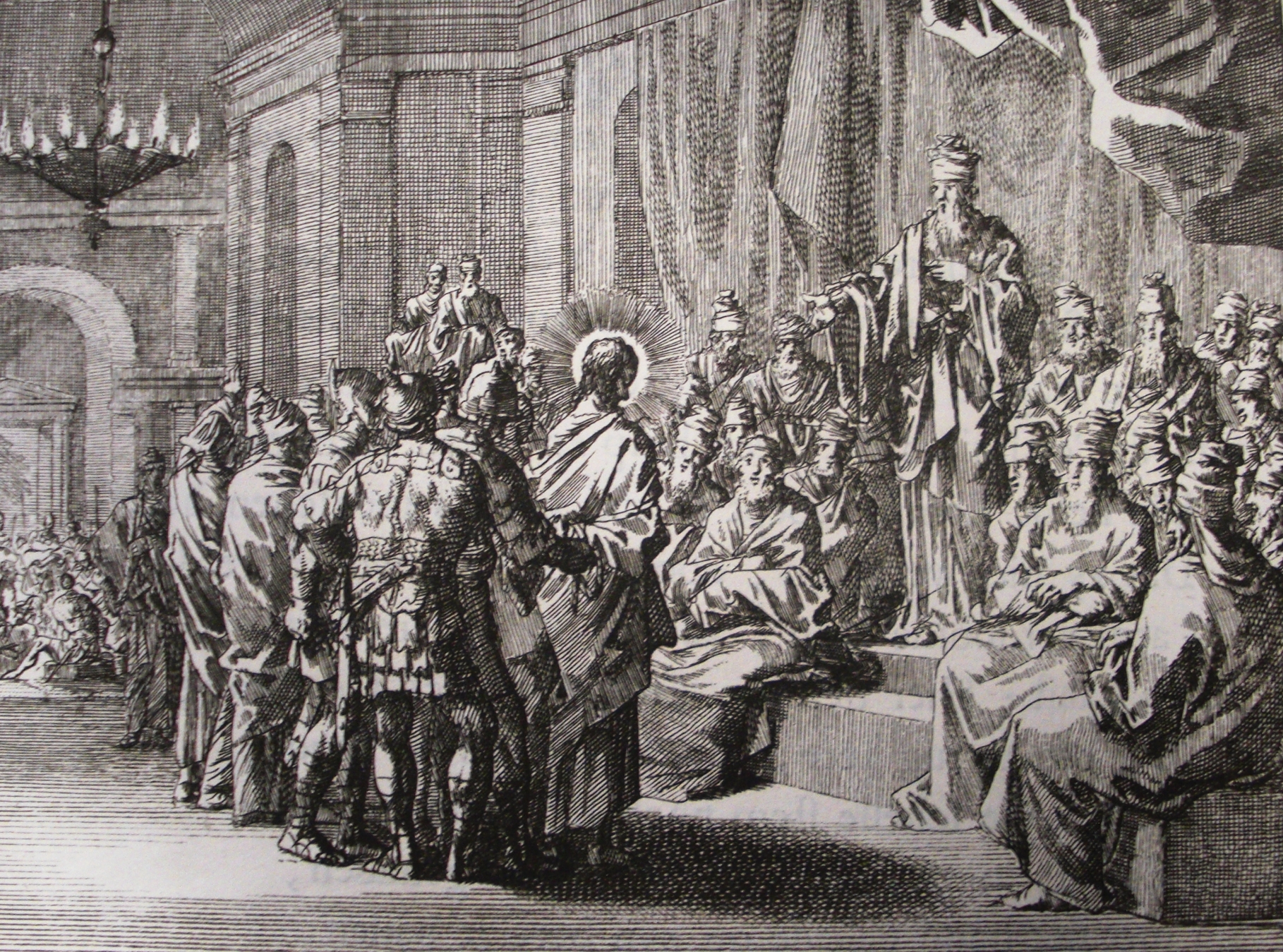
Kajafás
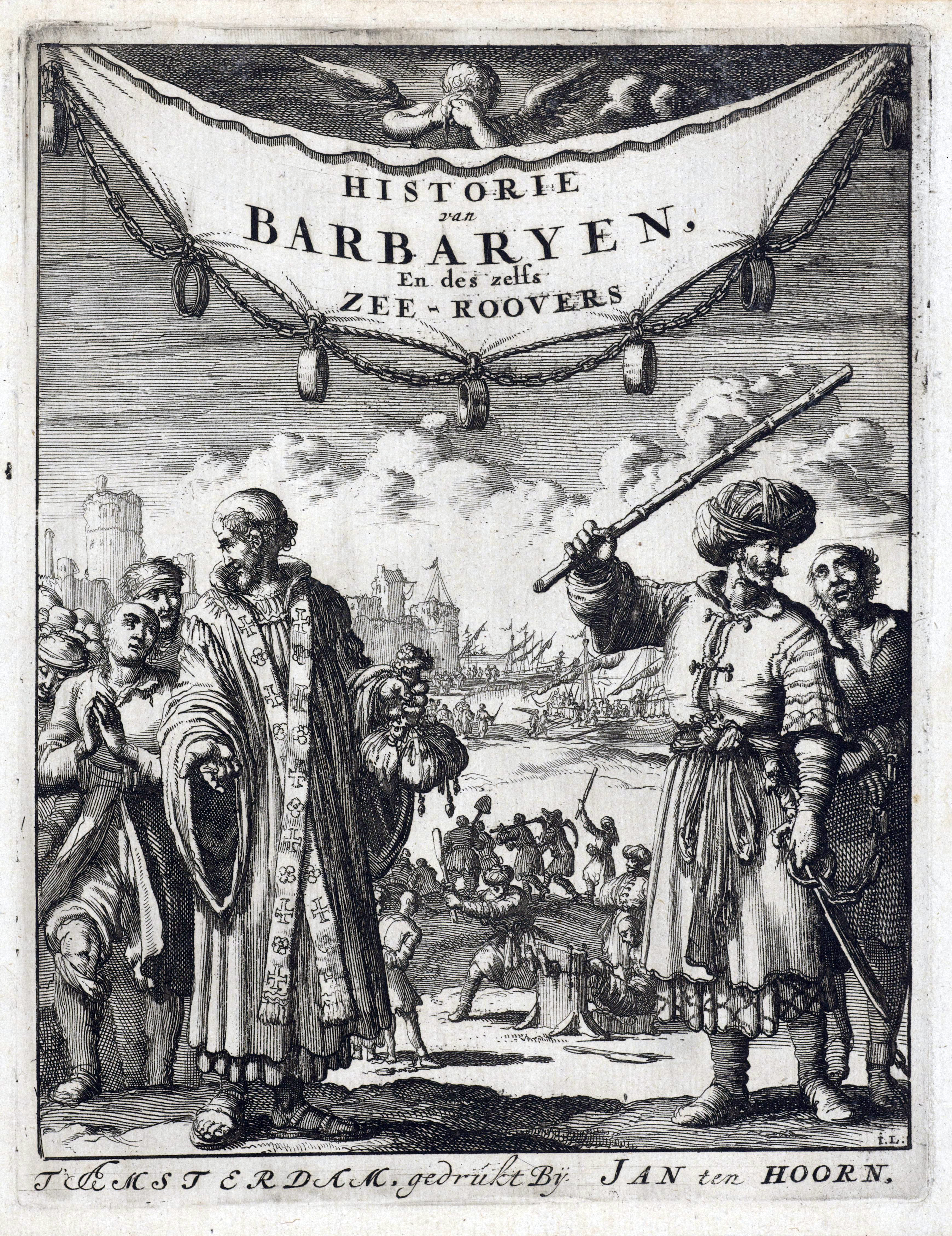
Egy török és egy lelkész keresztény rabszolgákkal (1684)
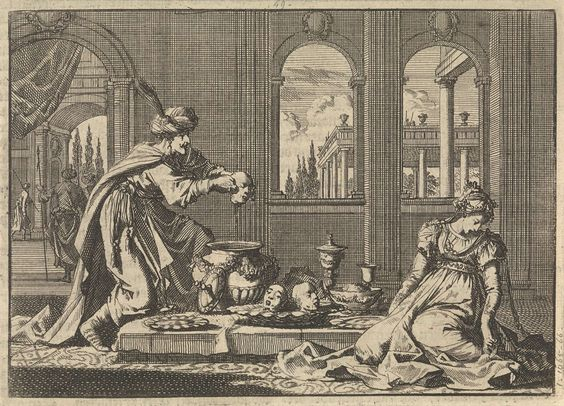
Szafi perzsa sah kegyetlensége (1697)
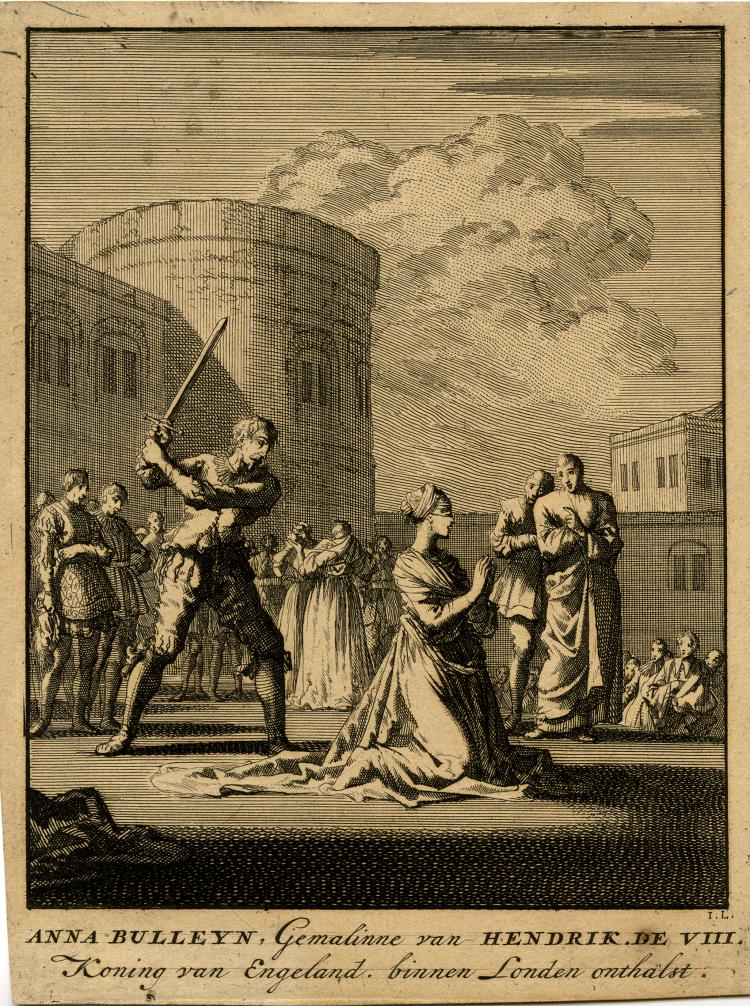
Boleyn Anna kivégzése
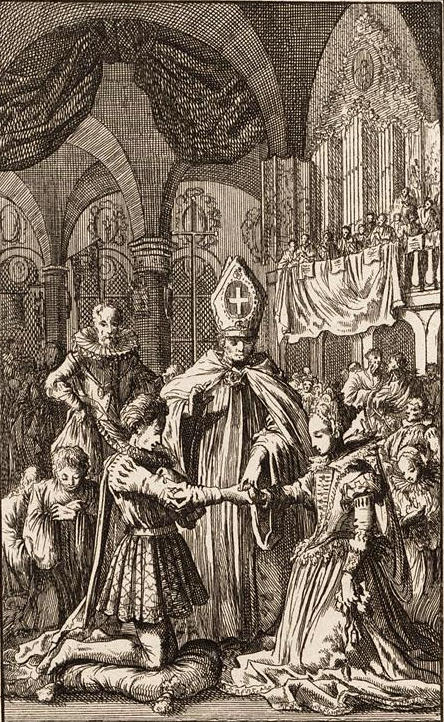
Alessandro Farnese és portugáliai Mária házassága (1720)

## Fordítás
- Ez a szócikk részben vagy egészben  a   Jan Luyken című angol Wikipédia-szócikk ezen változatának fordításán alapul.  Az eredeti cikk szerkesztőit annak laptörténete sorolja fel. Ez a jelzés csupán a megfogalmazás eredetét és a szerzői jogokat jelzi, nem szolgál a cikkben szereplő információk forrásmegjelöléseként.